# Президентские выборы в США (1924)
Президентские выборы в США 1924 года проходили 4 ноября. На них президент-республиканец Калвин Кулидж, занявший этот пост после смерти Гардинга, легко победил и вновь стал президентом. Этому значительно помогли экономический подъём, начавшийся в предыдущие годы, а также раскол среди демократов. Тогда как консервативное крыло Демократической партии выдвинуло в кандидаты малоизвестного бывшего конгрессмена и дипломата Джона Дэйвиса из Западной Виргинии, либеральная фракция поддерживала сенатора Роберта Лафоллета, выдвинутого от Прогрессивной партии. Это были первые выборы, в которых смогли участвовать американские индейцы, ставшие полноправными гражданами.
В четвертый раз в США было больше двух кандидатов в президенты, имеющих реальные шансы на победу.

## Выборы

### Республиканская партия
Когда Кулидж стал президентом, ему повезло, что у него был стабильный кабинет, который остался незапятнанным скандалами администрации Гардинга. Он завоевал доверие общественности, урегулировав серьезную забастовку в Пенсильвании, хотя большая часть успеха переговоров была во многом обусловлена губернатором штата Гиффордом Пинчо. Однако более консервативные фракции внутри Республиканской партии остались неубедительными в собственном консерватизме нового президента, учитывая его довольно либеральную политику в качестве губернатора Массачусетса, и он даже не был их первым выбором для вице-президентства еще в 1920 году. Однако следует отметить, что Кулидж не пользовался популярностью у либеральных или прогрессивных фракций внутри партии. Воодушевленные их победами в промежутках 1922 года, прогрессисты партии энергично выступали против продолжения политики конца Гардинга. Осенью 1923 года сенатор Хирам Джонсон из Калифорнии объявил о своем намерении сразиться с Кулиджем в праймериз, и друзья сенатора Роберта Лафоллета из Висконсина планировали третью сторону. Республиканская национальная конвенция проходила в Кливленде с 10 по 12 июня. Кулидж был избран в президенты на первом голосовании. Губернатор Иллинойса Фрэнк Лоуден был выдвинут в вице-президенты на втором голосовании, но отказался. Генерал Чарлз Дауэс был выдвинут на третьем голосовании.

### Демократическая партия
Демократическая конвенция проходила в Нью-Йорке с 24 июня по 9 июля. Уильям Гиббс Макэду, поддерживаемый Ку-Клукс-Кланом победил в праймериз. Главным оппонентом Макэду был Альфред Смит, губернатор Нью-Йорка, католик. На 103 голосовании бывший посол Джон Дэвис был выдвинут. Губернатор Небраски Чарльз Брайан, брат Уильяма Дженнингса Брайана, был выдвинут в вице-президенты.

### Прогрессивная партия
Роберт Лафоллет был выдвинут Прогрессивной партией. Демократический сенатор Уильям Уилер из Монтаны был выдвинут в вице-президенты. Партия выступала против монополий, за национализацию железных дорог, производства сигарет, поднятие налогов и профсоюзы. Лафоллет был поддержан Социалистической партией.

### Кампания
Демократическая национальная конвенция вызвала катастрофический раскол среди демократов, что привело к поддержке частью демократов кандидата от Прогрессивной партии. В результате исход выборов был предрешён. Демократ Дэйвис смог одержать победу лишь в штатах Юга, которые традиционно с гражданской войны были строго за демократов, и малонаселённую Оклахому. Сенатор Лафоллет от Прогрессивной партии победил в своём родном штате Висконсин. Республиканец Кулидж получил на 25 % больше голосов, чем Дэйвис и даже впервые за многие годы (и до сих пор в последний раз) победил в городе Нью-Йорк.

### Результаты
| Кандидат          | Партия                  | Избиратели | Избиратели | Выборщики |
| Кандидат          | Партия                  | Количество | %          | Выборщики |
| ----------------- | ----------------------- | ---------- | ---------- | --------- |
| Калвин Кулидж     | Республиканская партия  | 15 723 789 | 53,99%     | 382       |
| Джон Уильям Дэвис | Демократическая партия  | 8 386 242  | 28,80%     | 136       |
| Роберт Лафоллет   | Прогрессивная партия    | 4 831 706  | 16,59%     | 13        |
| Герман Фэрис      | Партия запрета          | 55 951     | 0,19%      | 0         |
| Уильям З. Фостер  | Коммунистическая партия | 38 669     | 0,13%      | 0         |
| Гилберт Нэйшенз   | Американская партия     | 24 325     | 0,08%      | 0         |
| другие            | -                       | 60 750     | 0,21%      | 0         |
| Всего             | Всего                   | 29 121 432 | 100,00%    | 531       |